# Parapoynx luteivittalis
Parapoynx luteivittalis là một loài bướm đêm trong họ Crambidae.